# القريات
القريات مدينة سعودية والعاصمة الإدارية لمحافظة القريات في منطقة الجوف شمال السعودية. ويرجع تاريخ إنشائها في العصر الحديث إلى عام 1357 هـ.

## التسمية
قال ياقوت الحموي في معجم البلدان "القريّات، جمع تصغير القرية: من منازل طيّء، قال أبو عبيد الله السكوني: من وادي القرى إلى تيماء أربع ليال ومن تيماء إلى القريات ثلاث أو أربع، قال: والقريات دومة وسكاكة والقارة.
القريات هي جمع قرى منها: (كاف - إثره - منوه - عين الحواس - القرقر. . الخ)، والملح هو أكثر ما كانت تشتهر به هذه المدينة قديمًا لأن أرضها ملحية؛ ولذلك سميت قريات الملح، وكذلك أيضا تسمى القريات في القدم بالنبك الفوقي.

## السكان
بلغ عدد سكان القريات وحدها 116.162 نسمة، أما إجمالي عدد سكان المحافظة مع المراكز والقرى التابعة لها 147.550 نسمة، حسب التعداد السكاني لعام 2010.

## الموقع الجغرافي
تقع في الجزء الشمالي من السعودية، وتبعد عن الحدود الأردنية 30 كلم، ويتميز موقعها بالوقوع على الطريق الدولي الرابط بين الخليج وبلاد الشام وأوروبا، وتبعد عن مدينة سكاكا (360) كم. تبلغ مساحتها ما يزيد على 50 كم2 تقريباً. وهي من المحافظات ذات الموقع الاستراتيجي، حيث تقع على الطريق الدولي الرابط بين المملكة والمملكة الأردنية، وبها منفذ الحديثة (25 كم)، والذي يعتبر أكبر منفذ حدودي بري في الشرق الأوسط.

## المناخ
يمكن القول بأن الأحوال المناخية في محافظة القريات تتأثر إلى حد بمناخ منطقة حوض البحر المتوسط، ويتميز مناخ المنطقة باعتداله صيفاً ولو أن درجات الحرارة تسجل رقماً مرتفعاً كما هو في 7 أغسطس 1987م إلا أن ذلك ليس قياسياً لسائر أيام الصيف، ولا تُستخدم وسائل التكييف بصفة دائمة إذ أن معظم أيام فصل الصيف لا تستدعي اللجوء إلى المكيفات بل أنه في الليل يلجأ الإنسان إلى الأغطية مع انطلاق نسائم الليل المشبعة بالرطوبة أحياناً ومع اعتدال جو المنطقة صيفاً إلا أن شتاء القريات شديد البرودة، ويتكون الصقيع وتنخفض درجات الحرارة إلى 12.8 تحت الصفر كما حدث ذلك في شتاء عام 1392هـ. وتتساقط الثلوج على منطقة ((الكتب)) إذ يغطيها اللون الأبيض وذلك لارتفاع المنطقة عما سواها. 
أما في فصل الشتاء فهناك موسم معين للمطر وهذا من المعالم المثالية لمناخ المنطقة بسبب التبدلات الموسمية في اتجاهات الريح التي تؤثر على المنطقة إذ أن الرياح المحملة بالرطوبة من الشمال الغربي لا تستطيع التوغل إلى الداخل إلا في الشتاء، وهناك نمط موسمي واضح لتوزيع سقوط الأمطار على الإطلاق، وتتبع الرطوبة النسبية في القريات دورة سنوية ذات أحوال رطبة شتاء، جافة صيفاً وهذا النمط نتيجة لتبدل الرياح التي تؤثر على المنطقة.

## نشاط السكان
- الملح: اشتهرت القريات باستخراج الملح في الماضي لكثرة أراضي الملح فيها.
 الصناعة: مبنية على المنتجات الزراعية مثل زيت الزيتون - وتعليب الزيتون واستخراج الملح.
- التجارة: لأنها منطقة حدودية تجارة السيارات.
- الزراعة: زراعة الزيتون وبعض المحاصيل الملائمة لنوعية التربة.

## المواقع الأثرية
- قلعة جبل الصعيدي: هي قلعة متهدمة جزئياً تقع ضمن نطاق قرية كاف بجوار قصر كاف، يبلغ ارتفاع جدرانها نحو خمسة أمتار، ومبنية من الحجارة البازلتية السوداء فوق قمة جبل شمال قرية كاف، يحيط بها سور يضم قمة الجبل بأكملها، وبه أربعة أبراج في أركانه وفيها غرف كانت تستخدم للسكن والمراقبة بالإضافة إلى خزانات للمياه. ويمكن الوصول إلى القلعة عبر طريق متعرج طوله نحو 1200م من قاعدة الجبل حتى بوابة القلعة، ويصلح للعربات. ويرجع تاريخ إنشائها إلى الفترة النبطية، واستخدمت في الفترة الإسلامية لحماية طريق الحجاج المار بالمنطقة حتى بداية الحكم السعودي.

- قصر ابن شعلان: يعد قصر ابن شعلان والمسمى حاليا بقصر كاف من أبرز المعالم التاريخية والأثرية في منطقة القريات ويقع هذا القصر في القرية التي ينسب إليها، وهي قرية كاف الواقعة إلى الشرق من محافظة القريات بحوالي (18)كم، حيث كانت هذه القرية محطة من محطات طريق القوافل القديم في شمالي الجزيرة العربية، ثم أصبحت حامية عثمانية، حتى بدأ الاستيطان فيها لأغراض تتعلق باستخراج الملح والمتاجرة فيه. وفي الثمانينات الهجرية رحل أهالي قرية كاف إلى النبك فأصبح قصر كاف مقراً لخفر الطرق في المنطقة، حيث استمر كذلك حتى مطلع القرن الخامس عشر الهجري عندما هُجر ذلك القصر وكاد أن يصبح خراباً، حتى قامت الهيئة العامة للسياحة والتراث الوطني بإعادة ترميمه وتسويره بسياج حديدي من أجل المحافظة عليه ليكون شاهداً تاريخياً ومعلماً آثارياً للمنطقة وأهلها.
- قصر المذهن: يقع في قرية إثرة وهو عبارة عن مبنى أثري تم بنائه من الحجارة والبازلتية السوداء ويعتقد بأنه يعود لحضارة الأنباط.

- قصر أم قصير: يقع في قرية إثرة إلى جنوب قصر إثرة وهو عبارة عن أساسات مهدمة ومساحته أكبر من قصر إثرة وهو مبني من الحجارة البازلتية السوداء.
- قصر الرسلانية: ويقع في قرية إثرة داخل أحد المزارع وهو عبارة عن غرف مبنية من الحجارة البازلتية ولا توجد سوى أساساتها التي بني عليها غرف من الطين المسقوف بالإثل وجريد النخل.
- قصر الوسيعة: ويقع في قرية إثرة وهو عبارة عن غرفتين من الحجارة البازلتية السوداء المطمورة تحت الأرض والذي بني فوقه بيت من الطين بطابقين.
- قصر ابن سمحان: ويقع بالعين البيضا شمال مركز الناصفة ويعود لشيخ مريحيل السمحان وهو من المواقع التي تمر بها قوافل التجار من وسط المملكة لبلاد الشام ومصر
- قصر الفندي: ويقع ضمن حدود قرية القرقر وهو عبارة عن غرف من دورين وبني من الطين وقد أثرت عليه الرمال التي طمرت مساحة كبيرة منه.
- جبل الحلال ذو المنظر الخلاب والإطلالة الطبيعية الممتعة وبه وادي بازلتي رائع ويمر من أمامه شريط السكة الحديدية للقطار SAR وبجواره نهر القريات يقع الجبل أمام الطريق الدولي وفندق وصايف القريات مباشرة.

## أحياء المدينة
- حي النخيل
- حي الصناعية
- حي العقيلة
- حي المروج.
- حي الخالدية.
- حي الفيصلية.
- حي حصيدة.
- حي الربيع
- حي الغزالي.
- حي العليا.
- حي الحميدية.
- حي السديرية.
- حي الشفا.
- حي المطار.
- حي الرفاع.
- حي النسيم.
- حي جمة.
- حي الملك فهد.
- حي التحلية.
- حي التعليم.
- حي العزيزية.
- حي اليوسف.
- حي المساليت.
- حي الناشي.
- حي المشيطي.
- حي المروج.
- حي الأمير عبد الإله.
- حي الرفاع
- حي التسهيلات